# McKean
McKean je nenaseljeni otok u sastavu Kiribata.

## Zemljopis
Nalazi se u grupaciji otoka Phoenix, 123 km sjeveroistočno od Nikumaroroa i 232 km sjeverozapadno od Orone.

## Vanjske poveznice
|  | Zajednički poslužitelj ima još gradiva o temi McKean |